# Nathan Jawai
Nathan Jawai (né le 10 octobre 1986 à Sydney, en Australie) est un joueur australien de basket-ball. Il évolue aux postes d'ailier fort et de pivot.

## Carrière
Jawai est un Aborigène d'Australie.
Nathan Jawai commence sa carrière professionnelle en National Basketball League (NBL) dans le club des Cairns Taipans en 2007-2008 pour des moyennes de 17,26 points, 9,39 rebonds et 1 contre par match. Jawai est élu rookie de l'année de la NBL.
Il est sélectionné au 41e rang lors de la draft 2008 par les Pacers de l'Indiana. Cependant, ses droits sont transférés aux Raptors de Toronto lors du transfert de Jermaine O'Neal à Toronto contre TJ Ford, Radoslav Nesterovič, Maceo Baston et le 17e choix de la draft 2008, Roy Hibbert,.
Surnommé « Aussie Shaq », « Outback Shaq » et « Baby Shaq » à cause de sa ressemblance avec Shaquille O'Neal, Jawai affirme ne pas aimer ses surnoms. Les commentateurs de Toronto le surnomment également « Big Nate ».
Le 21 janvier 2009, il fait ses débuts en NBA contre les Pistons de Détroit.
Le 26 février 2009, il est envoyé aux Idaho Stampede en NBA Development League. Pour sa première apparition dans le cinq de départ, lors de son second match, il marque 12 points, capte cinq rebonds et établit la meilleure performance de son équipe au contre avec 5 dans une victoire 104 à 96 sur Utah Flash. Le 9 juillet 2009, Nathan Jawai est transféré aux Mavericks de Dallas dans un transfert impliquant quatre équipes, les Raptors, les Mavericks, le Magic d'Orlando et les Grizzlies de Memphis. Le 20 octobre 2009, Jawai est transféré aux Timberwolves du Minnesota contre un second tour de draft 2012.
Le 19 février 2010, Jawai est envoyé aux Sioux Falls Skyforce en NBA D-League pour un court passage, puisqu'il est recalé le 31 mars.
Le 18 août 2010, Jawai signe un contrat d'un an avec le KK Partizan Belgrade. Il remporte la Ligue adriatique de basket-ball, le championnat et la coupe de Serbie.
Il joue ensuite pour le club russe UNICS de la ville de Kazan.
En juillet 2012, Nathan Jawai est recruté par le FC Barcelone. En mars 2013, il est nommé meilleur joueur de la 13e journée du Top 16 d'Euroligue avec une évaluation de 34 (22 points à 9 sur 10 au tir et 4 sur 5 au lancer franc et 12 rebonds) et de la 5e journée des quarts de finale avec une évaluation de 21. Jawai est le rebondeur le plus efficace de la saison d'Euroligue (en nombre de rebonds par minute jouée). La même saison, il remporte la Coupe du roi.
En juillet 2013, il signe un contrat de deux ans avec Galatasaray qui évolue en première division turque. Blessé toute la saison, il signe toutefois un nouveau contrat de deux ans avec Galatasaray en septembre 2014. En décembre 2014, Jawai quitte Galatasaray et signe un contrat jusqu'à la fin de la saison avec le Bàsquet Club Andorra qui évolue en première division espagnole.